# Список кардиналов, возведённых папой римским Анастасием IV
Кардиналы, возведённые Папой римским Анастасием IV — 3 клирика и мирянина были возведены в сан кардинала на одной Консистории за полуторагодовой понтификат Анастасия IV.

## Консистория от декабря 1153 года
- Грегорио делла Субарра (титулярная диакония неизвестна);
- Альберто, регулярный каноник Святого Виктора Парижского (кардинал-священник церкви Святых XII апостолов);
- Джакопо (кардинал-священник церкви Сан-Каллисто).